# Copernicia baileyana
 Copernicia baileyana  – gatunek rośliny z rodziny arekowatych. Pochodzi z Kuby.

## Morfologia
PokrójPalma, osiągająca wysokość ponad 15 m.
KłodzinaProsta, w formie kolumny, w barwie szarej. Blizny poliściowe niemal niewidoczne. W pobliżu podstawy korzenie powietrzne
LiścieDłoniaste, sztywne, krótkoogonkowe. Listki w większości zrośnięte ze sobą, wolne tylko końcówki
KwiatyKwitnie w sposób ciągły w porze ciepłej i deszczowej. Kwiaty obupłciowe.

## Zastosowanie
- Roślina ozdobna, sadzona w parkach i ogrodach.